# Мировой финансовый рынок
Мировой финансовый рынок — часть мирового рынка ссудного капитала, совокупность спроса и предложения на капитал кредиторов и заёмщиков разных стран.
Одним из сегментов мирового финансового рынка является фондовый рынок или рынок ценных бумаг.
Мировой финансовый рынок начал развиваться с началом вывоза (миграции) капитала к концу XIX века.

## Функции мирового финансового рынка
К функциям мирового финансового рынка относятся следующие особенности:
1. Аккумуляция свободных денежных средств и их перераспределение между отдельными отраслями, странами и регионами во всемирном масштабе.
2. Ускорение и рост эффективности производства.

## Типы мирового финансового рынка
Мировой финансовый рынок подразделяется на первичный и вторичный. Они тесно связаны между собой, так как первичный рынок насыщает вторичный ценными бумагами. Первичный рынок служит для перераспределения капитала между кредиторами и заёмщиками (инвесторами и реципиентами). На вторичном рынке меняются только контрагенты, а именно:
- происходит смена владельцев долговых обязательств;
- величина ресурсов первоначальных заёмщиков не меняется.

Вторичный рынок создает механизм перепродажи долговых обязательств, что приводит к росту ликвидности рынка в целом, а, следовательно, возрастает и степень доверия к нему кредиторов-инвесторов. Он обеспечивает, таким образом, бесперебойное функционирование всего рынка ссудных капиталов.

## Структура мирового финансового рынка
В рамках мирового финансового рынка выделяют:
- национальный финансовый рынок;
- международный финансовый рынок.

В основе этого деления лежит признак подконтрольности национальным системам денежно-кредитного регулирования.
Под национальным финансовым рынком понимается (основной критерий — подчинение национальному законодательству):
1. совокупность ссудно-заемных операций резидентов, подчиненных национальному законодательству, в национальной валюте на территории страны её происхождения (например, кредит, полученный в банке-резиденте в национальной валюте);
2. заимствование резидентов в иностранной валюте;
3. заимствование нерезидентов в национальной или иностранной валюте в рамках национальной системы регулирования.

Во всех трех пунктах речь идет об операциях с участием банка-резидента.
Мировой финансовый рынок не существует в форме единого рынка, это лишь совокупность взаимосвязанных национальных рынков. Под международным финансовым рынком понимают ссудно-заемные операции в валютах вне стран их происхождения и, следовательно, не подлежащих прямому государственному регулированию со стороны этих стран.

## Классификация мирового финансового рынка
По признаку функциональных различий (или в зависимости от экономического содержания операции) мировой финансовый рынок, как национальный, так и международный, можно разделить на два основных сектора:
- мировой денежный рынок;
- мировой рынок капитала.

Денежный рынок делится на:
- межбанковский рынок (то есть рынок межбанковских депозитов), который представляет собой совокупность операций между банковскими учреждениями по предоставлению взаимных краткосрочных необеспеченных ссуд на сумму до 1 млн долларов США;
- учетный рынок — учёт векселей частного и государственного сектора (казначейские) хозяйствования, а также иных краткосрочных обязательств (иных коммерческих бумаг).

Рынок капитала делится на:
- кредитный рынок (учитывает механизм кредитования);
- фондовый рынок (делится на рынок акций и рынок облигаций).

На рынке акций происходит обращение денежных документов (акций), удостоверяющих имущественное право владельцев этих документов по отношению к лицу, выдавшему эти документы. Акции — это долевые ценные бумаги.
На рынке облигаций обращаются долговые ценные бумаги, дающие их держателю безусловное право на гарантированный фиксированный денежный доход или на определяемый по договору изменяемый денежный доход.
В структуре еврорынка выделяют (критерий — срок заимствования):
1. денежный сегмент;
2. кредитный сегмент;
3. фондовый сегмент.

Специфика денежного сегмента — заимствования на небольшой срок (1-3 месячные депозиты).
Кредитный сегмент — большой удельный вес приходится на среднесрочные под плавающую ставку процента, такая ставка зависит от ставки, сложившейся на рынке. Среднесрочные синдицированные ролловерные кредиты являются главным инструментом кредитного сегмента, они породили множество проблем на этом сегменте. Проблема состоит в большом риске невозврата кредита.
Процентная ставка, используемая в кредитном сегменте, формируется из двух составляющих:
- плавающей ставки;
- постоянной ставки (маржа, которая может иметь как положительное, так и отрицательное значение).

Среднесрочная ставка зависит от статуса заемщика, в соответствии с которым и определяется маржа.

## Субъекты и институциональная структура мирового финансового рынка
Базовые субъекты хозяйствования, представленные на мировом финансовом рынке:
1. предприятия;
2. население;
3. правительства;
4. профессиональные субъекты.

Все указанные субъекты выступают как на стороне спроса, так и на стороне предложения. Любой из них является либо чистым кредитором, либо чистым заемщиком. Средняя величина потенциальных финансовых ресурсов составляет примерно 60-65 %, а реально на практике значительная часть прибыли перенаправляется на расширенное воспроизводство. Таким образом, предприятия являются чистым нетто-заёмщиком. Для того чтобы правительство (государство) могло выступать кредитором, для начала необходимо иметь хотя бы профицит государственного бюджета. Население инвестирует в ценные бумаги, приобретает облигации, то есть выступает чистым кредитором.
Профессиональные субъекты финансового рынка (финансовые посредники):
1) Институты, которые обслуживают функционирование рынка (в том числе, инвестиционно-дилерские компании).
2) Промежуточные заёмщики (обеспечивающие и связанные с непосредственным перетоком капитала).
3) Международные организации (МВФ, МБРР и т.д., они работают по иным условиям, нежели все остальные участники мирового финансового рынка).
4) Трастовые компании, которые оказывают услуги по управлению определенными активами клиентов (управление пакетами ценных бумаг, управление по доверенности, агентские фонды).
Фонды таких компаний составляют:
- акционерный капитал самих трастовых компаний;
- гарантийные фонды, принятые к управлению по доверенности;
- наследственные фонды (фонды, управляемые по завещанию собственника в интересах наследника).

5) Страховые компании (занимаются медицинским, гражданским и другими видами страхования).
6) Национальные банки.
7) Пенсионные фонды привлекают ресурсы путём привлечения государственных и частных пенсионных выплат. Им предоставлены определенные льготы, в частности, в сфере налогообложения.
8) Инвестиционные фонды – компании, которые продают свои акции или паи (в зависимости от организационно-правовой формы - существуют Акционерные ИФ и паевые ИФ) юридическим или физическим лицам, а затем инвестирует вырученные средства в самые различные ценные бумаги. Цель – сформировать доходный пакет ценных бумаг, посредством их диверсификации. В основе прибыли – колебания рыночной стоимости ценных бумаг, входящих в состав портфеля компании.
Выделяют три разновидности инвестиционных фондов:
- открытые фонды (создаются на неопределенный срок, осуществляют дополнительную эмиссию акций по решению участников фонда или акционеров, паи можно приобрести или погасить у эмитента в любой срок);
- интервальные фонды (продажа и погашение паев происходит в определенные сроки, определяемые инвестиционным фондом, в большинстве случаев это одна или две недели ежеквартально);
- закрытые фонды (выпускают акции только в момент своего образования, то есть не происходит дополнительной эмиссии акций, вкладывают полученные средства в ценные бумаги с целью получения дохода от роста капитала, паевые фонды имеют определенный срок существования, погашение паёв происходит только после истечения срока, указанного в договоре, но при этом владелец пая может реализовать его на вторичном рынке).

Первый инвестиционный фонд был создан в 1924 году в США.
9) Взаимные фонды (предоставляют определенные удобства своим участникам, в частности, доступ к котировкам ценных бумаг на вторичном рынке).
10) Коммерческие банки – основные посредники в части небанковского сектора, покупают ценные бумаги, государственные краткосрочные облигации и держат их в своем портфеле, предоставляют услуги андеррайтинга. Они относятся к институтам как первичного, так и вторичного рынков.
11) Инвестиционные банки – посредники на рынке ценных бумаг между корпорациями, желающими продать (разместить) свои ценные бумаги, и потенциальными инвесторами, как индивидуальными, так и институциональными. Работают как на национальном рынке, так и на евросегменте.
12) Инвестиционно-дилерские конторы обслуживают своих клиентов, покупая у них ценные бумаги либо продавая их.